# Erkan & Stefan in Der Tod kommt krass
Erkan & Stefan: Der Tod kommt krass ist eine deutsche Komödie unter der Regie von Michael Karen aus dem Jahr 2005.

## Handlung
Erkan und Stefan gewinnen in der von Hardy Flanders moderierten „Die der dicke Hund-Show“ eine Kreuzfahrt, weil die Produzentin Kathrin die Showbuzzer so sabotiert hat, dass der bis dato ungeschlagene Champion Alex die Show verliert. Stefan hofft vor allem, während der Kreuzfahrt, die – wie er meint – in den warmen Süden geht, ein „paar Bunnys“, wie er es ausdrückt, aufzureißen, und verzichtet auf den alternativen Preis in Form eines Schecks über 100.000 Euro. Allerdings geht der Traumschiffurlaub auf dem Luxusschiff TS Albatros mit dem Moderator Hardy Flanders anstatt in die warme Südsee ins Eismeer, und es befinden sich (außer dem Duo „Los Lipglos“) nur Rentner an Bord. Nach einem mysteriösen Mord am Starmoderator Flanders stehen Erkan und Stefan plötzlich mit seiner Leiche da. Obwohl sie alles tun, um die Leiche loszuwerden, taucht diese stets in den unpassendsten Situationen wieder auf. Außerdem werden Erkan und Stefan vom Ex-Champion Alex erpresst, nachdem er gehört hat, wie Erkan zu Stefan sagte: „Hardy Flanders is tot!“ Die beiden sollen auf offener Bühne vor den Passagieren zugeben, dass sie das Ergebnis der Show sabotiert haben und dass Alex der eigentliche Gewinner der Show ist. Zudem müssen sie sich einem misstrauischen Offizier („Haakan“), den Passagieren („Mutti und Vati“) und der Mörderin selbst herumschlagen und geraten von einer lustigen Situation in die nächste. So fährt z. B. die Leiche von Hardy Flanders in einem Wäschewagen „spazieren“, was jedoch keiner der Passagiere bemerkt.

## Kritiken
Der Film stieß sowohl beim Publikum als auch bei Kritikern auf enorm schlechte Resonanz. Laut Moviepilot vergaben die Kritiker dem Film im Schnitt nur 2,1 von 10 möglichen Punkten, auf IMDb ist der Film 4,2 von 10 Punkten bewertet.

„Herausgekommen ist Schwachsinn ohne Niveau, der kaum ein paar Schmunzler hervorlocken kann. Kurz: überflüssiger Schrott.“

„Dem Film nach einem Drehbuch der eitlen, aber untalentierten Comedy-Stars können weder die überforderte Regie noch die chargierenden Darsteller Reiz verleihen, sodass er in der untersten Komödien-Schublade landet.“

## Sonstiges
- Außenaufnahmen und einige wenige Innenaufnahmen wurden während einer Seereise auf dem Kreuzfahrtschiff Albatros gedreht. Verschiedene Szenen (z. B. die Slapstick-Situation, in der Hardy Flanders Leiche über vier Aufzüge gejagt wird) wurden in einem Studio gedreht.
- Für die Leiche von Hardy Flanders wurde teilweise eine Puppe verwendet; die meiste Zeit aber spielte Ludger Pistor selbst den toten Mann.
- Der Gag im Film, dass über einen langen Zeitraum niemand – außer den Hauptfiguren Erkan & Stefan – bemerkt, dass Hardy Flanders tot ist, erinnert stark an die Handlung in der US-Filmkomödie Immer Ärger mit Bernie aus dem Jahr 1989.
- Einige der Schiffsszenen wurden in Deutschland auf einem Messegelände gedreht, andere dagegen im (europäischen) Ausland.
- Zoya Douchine, deutsche Vizemeisterin des Jahres 2000 im Eiskunstlaufen, ist in einer Nebenrolle als Showbunny zu sehen.
- Auf Erkans Koffer stehen seine vorigen Reiseziele; eines davon ist Nirvana.
- Für den Film sangen Erkan und Stefan gemeinsam mit Trooper Da Don den Hit des britischen Sängers Captain Sensible Wot neu ein.
- Florian Simbeck, der Darsteller des „Stefan“, hat diesen dritten „Erkan und Stefan“-Film mitfinanziert. Da nur noch wenige Kinogänger diesen Film sehen wollten, konnte Simbeck schließlich die Banken nicht mehr bedienen, weshalb er 2010 Privatinsolvenz anmelden musste.[7]